# Thoigné

Thoigné este o comună în departamentul Sarthe, Franța. În 2009 avea o populație de 165 de locuitori.